# Saint-Félix-de-Pallières
Saint-Félix-de-Pallières este o comună în departamentul Gard din sudul Franței. În 2009 avea o populație de 224 de locuitori.

## Evoluția populației
| An        | 1975 | 1982 | 1990 | 1999 | 2006 | 2009 |
| --------- | ---- | ---- | ---- | ---- | ---- | ---- |
| Populație | 148  | 151  | 167  | 203  | 238  | 224  |